# Wushi (ort i Kina, Jiangxi Sheng, lat 27,59, long 116,97)
Wushi är en ort i Kina. Den ligger i provinsen Jiangxi, i den sydöstra delen av landet, omkring 160 kilometer sydost om provinshuvudstaden Nanchang. Antalet invånare är 14 161. Befolkningen består av 7 174 kvinnor och 6 987 män. Barn under 15 år utgör 20,0 %, vuxna 15-64 år 70 %, och äldre över 65 år 8,0 %.
Runt Wushi är det ganska tätbefolkat, med 129 invånare per kvadratkilometer. Närmaste större samhälle är Longhu, 12,3 km sydväst om Wushi. I omgivningarna runt Wushi växer i huvudsak blandskog.
Genomsnittlig årsnederbörd är 2 687 millimeter. Den regnigaste månaden är juni, med i genomsnitt 448 mm nederbörd, och den torraste är oktober, med 31 mm nederbörd.